# Caiçara
Caiçara là một đô thị thuộc bang Rio Grande do Sul, Brasil. Đô thị này có diện tích 189,238 km², dân số năm 2007 là 5184 người, mật độ 27,39 người/km².